# Županijska cesta Ž1019
Ž1019 je županijska cesta koja se nalazi u gradu Zagrebu. Sastoji se od sljedećih ulica (poredano od sjevera prema jugu):
- Aleja Hermana Bolléa
- Bijenička cesta (od raskrižja pred Institutom Ruđer Bošković do kružnog toka)
- Voćarska cesta (od kružnog toka do raskrižja s Vončininom ulicom)
- Ulica Ivana Vončine

Na ovoj cesti nalaze se: najveće zagrebačko groblje Mirogoj, Institut Ruđer Bošković i Prirodoslovno-matematički fakultet u Zagrebu.